# Bảo tàng Không quân ở Dęblin
Bảo tàng Không quân ở Dęblin (tiếng Ba Lan: Muzeum Sił Powietrznych w Dęblinie) là một bảo tàng tọa lạc tại số 1 phố Phi công Ba Lan, Dęblin, Ba Lan. Đơn vị tổ chức bảo tàng này là Bộ Quốc phòng Ba Lan. Hoạt động của bảo tàng tập trung vào việc thu thập, bảo vệ và phổ biến kiến thức về các di tích văn hóa quốc gia có liên quan đến lịch sử của lực lượng không quân trực thuộc quân đội Ba Lan. Ngoài ra, bảo tàng còn thực hiện các hoạt động khoa học và giáo dục.

## Lịch sử
Bảo tàng Không quân ở Dęblin được thành lập vào ngày 1 tháng 4 năm 2011. Lễ khai trương bảo tàng được tổ chức vào ngày 26 tháng 8 cùng năm. Bộ sưu tập cơ sở của bảo tàng này là bộ sưu tập hàng không của Học viện Không quân ở Dęblin.
Bảo tàng Không quân ở Dęblin có một chi nhánh là Bảo tàng Phòng không ở số 70 phố Quân đội Ba Lan, Koszalin. Chi nhánh bảo tàng này kế thừa truyền thống của Bảo tàng Phòng không cũ được thành lập vào năm 1976.

## Triển lãm
Các bộ sưu tập của Bảo tàng Không quân ở Dęblin phần lớn bao gồm các hiện vật có liên quan đến công nghệ quân sự, các tài liệu lưu trữ và kỷ vật cá nhân của những người lính không quân.

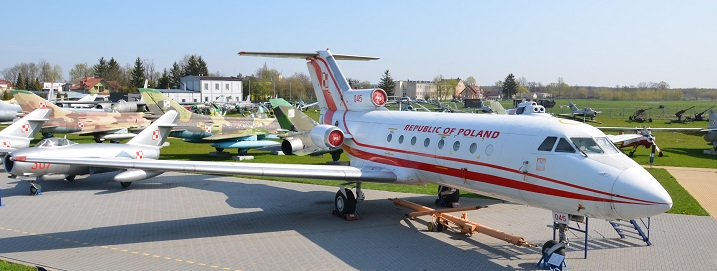
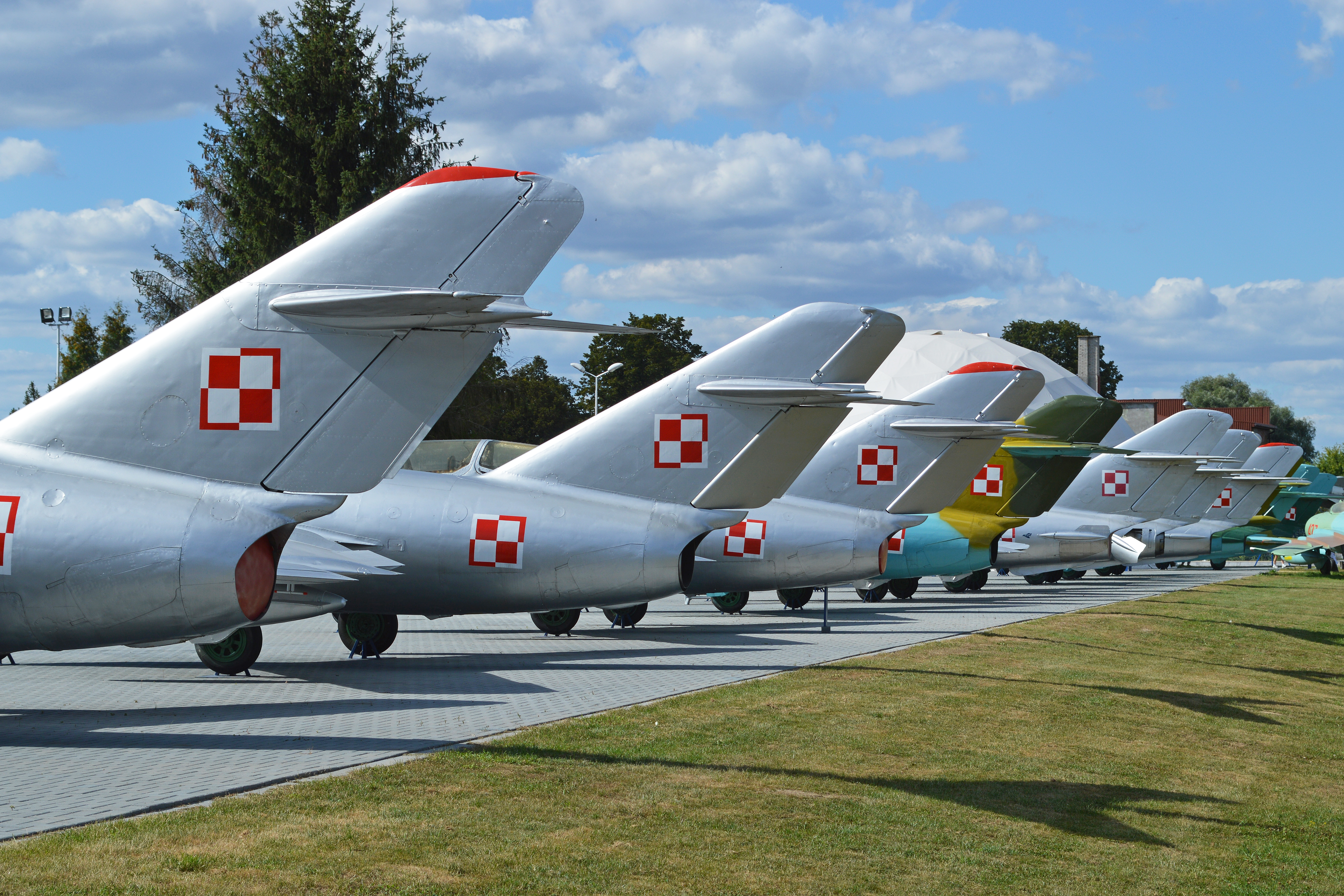
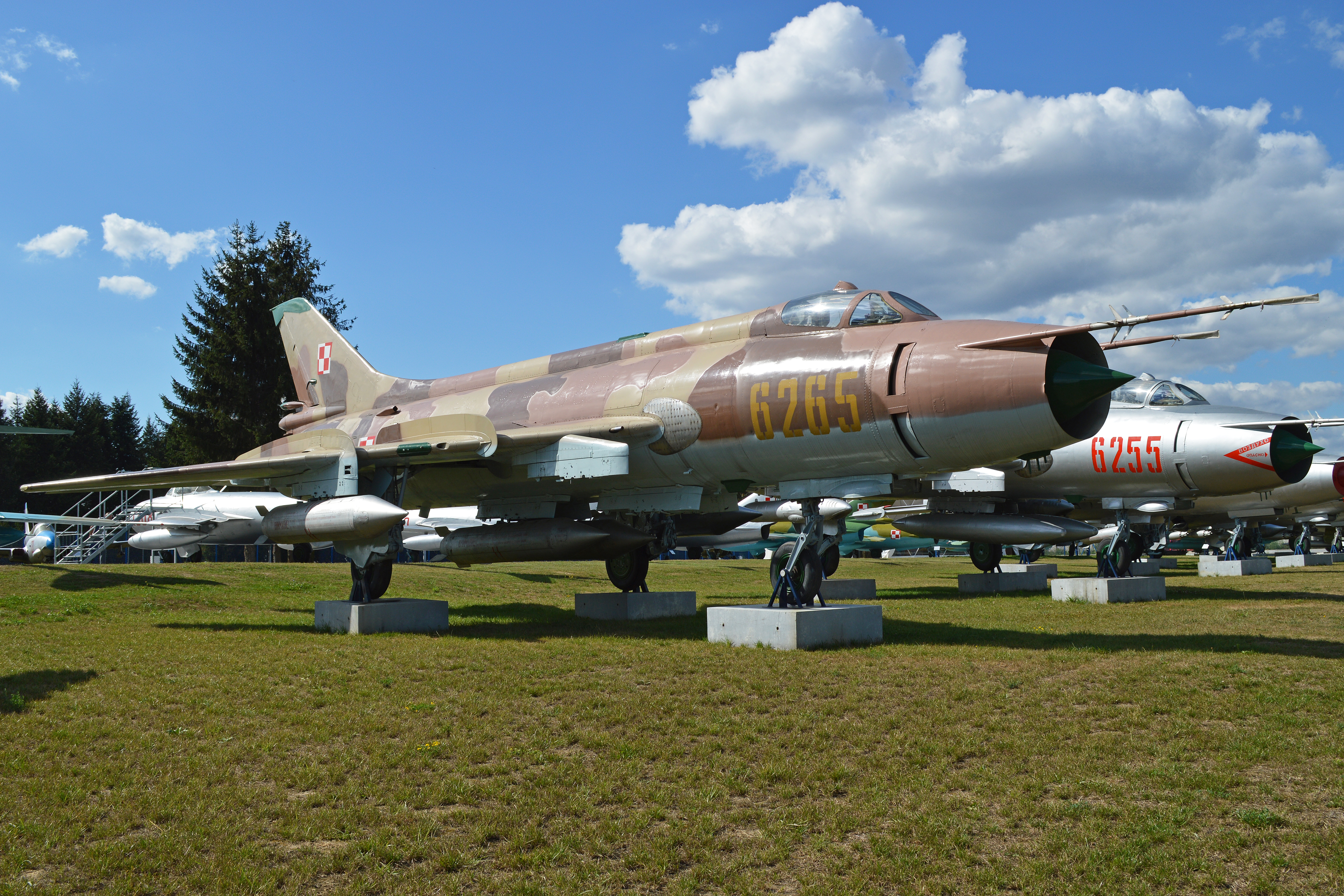